# Фридман, Пол
Пол Фридман (Paul Freedman; род. 15 сентября 1949, Нью-Йорк) — американский медиевист, специалист по средневековой Европе. Доктор философии (1978), профессор Йельского университета, прежде преподавал в Университете Вандербильта, член Американского философского общества (2011). Научные интересы: социальная история средних веков, история средневекового крестьянства, средневековая кулинария, а также история Испании.
Окончил Калифорнийский университет в Санта-Крузе. Степень доктора философии получил в Калифорнийском университете в Беркли в 1978 году.
С 1979 по 1997 год преподавал в Университете Вандербильта, а затем и поныне - в Йеле. Именной профессор (Chester D. Tripp Professor) истории Йельского университета и в 2004—2007 и 2010—2011 годах заведующий кафедрой.
Некоторые учебные курсы профессора Фридмана вошли в список открытых лекций Йельского университета (см. ниже ).
Книга Фридмана по истории средневекового крестьянства (Images of the Medieval Peasant, 1999) получила медаль Американской академии медиевистики.

## Лекции
- (video) HIST 210: The Early Middle Ages, 284–1000 (Fall 2011), Open Yale Courses.
- (video) «Vikings / The European Prospect, 1000» — введение в историю викингов  (англ.)